# Шимон, Агнеш
Агнеш Алмаши (венг. Almasy Agnes; 21 июня 1935, Будапешт — 19 августа 2020, Мёрс, Северный Рейн-Вестфалия), в замужестве взявшая фамилию Шимон (венг. Simon) — венгерская, нидерландская и западногерманская спортсменка, игрок в настольный теннис, чемпионка Европы.

## Биография
Родилась в 1935 году в Будапеште. В составе сборной Венгрии принимала участие в пяти чемпионатах мира, завоевав золотую, серебряную и бронзовую медали. В 1957 году после участия в Кубке мира в Нидерландах Агнеш и её муж Бела Шимон не стали возвращаться в Венгрию, и остались в Нидерландах. На чемпионате мира 1959 года не была включена в нидерландскую команду, однако выступала под нидерландским флагом в личных соревнованиях. В 1960 году представляла Нидерланды на чемпионате Европы. В 1960 году переехала в ФРГ; впоследствии она представляла Германию на 4 чемпионатах мира и 7 чемпионатах Европы. Поначалу законы не позволяли ей участвовать в чемпионатах Германии, и поэтому с января 1995 года Германская федерация настольного тенниса ввела дополнительное правило: иностранцам и лицам без гражданства, которым разрешено выступать за национальную сборную, разрешается также принимать участие и в национальных чемпионатах. После этого Агнеш Шимон трижды становилась чемпионкой ФРГ в одиночном разряде и шесть раз — в парном.